# Riedisheim
Riedisheim település Franciaországban, Haut-Rhin megyében. Lakosainak száma 12 154 fő (2022. január 1.). Riedisheim Mulhouse, Illzach, Bruebach, Brunstatt-Didenheim és Rixheim községekkel határos.

## Népesség
A település népessége az elmúlt években az alábbi módon változott:
| Lakosok száma | 11 962 | 12 151 | 12 658 | 12 645 | 12 660 | 12 520 | 12 258 | 12 163 | 12 154 |
|               | 2013   | 2015   | 2016   | 2017   | 2018   | 2019   | 2020   | 2021   | 2022   |